# Max Fischer (Künstler, 1939)
Max Fischer (* 25. November 1939) ist ein Kunstmaler, Bildhauer und Objektkünstler.

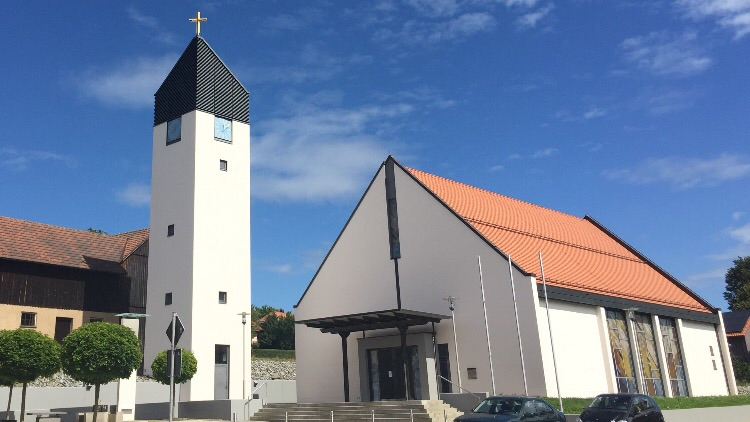
Kirche St. Johannes Nepomuk in Letzau, Gestaltung der Kirchenfenster und des Kircheninneren von Max Fischer

## Leben
Max Fischer wurde im Sudetenland geboren.
Seine Ausbildung zum Industriedesigner absolvierte er von 1957 bis 1961.
1962 wurde er Mitglied im Berufsverband Bildender Künstler Niederbayern/Oberpfalz.
Ab 1964 arbeitete Fischer freischaffend als Kunstmaler und Bildhauer.
Eine weitere Ausbildungszeit an der Akademie der Bildenden Künste Nürnberg schloss sich von 1964 bis 1967 an.
Max Fischer lehrte von 1978 bis 1980 an der Fachhochschule Coburg - Münchberg und von 1999 bis 2001 an der Fachhochschule Amberg-Weiden.
Von 1987 bis 2007 betrieb Fischer zusammen mit seiner Frau, der Textilgestalterin Lilo Fischer, das Freie Institut für Kunst und Design, die Fischer-Schule, in Neustadt an der Waldnaab.
Sie bereitete Anwärter für ein Kunststudium auf ihre Bewerbung vor.
Als die Schule einging, entwickelte Fischer eine Methode, mit der Anwärter auf ein Kunststudium selbst die benötigte Bewerbungsmappe erstellen können.
Max Fischer lehrte von 2008 bis 2016  an der Hochschule für Gestaltung in Dessau.

## Werke (Auswahl)
- Krankenhauskapelle Neustadt an der Waldnaab, 1969
- Heilig-Geist-Fenster Windischeschenbach, 1973
- Jugendfreizeitzentrum Pleystein, 1979
- Glasfenster im neuen Rathaus Weiden in der Oberpfalz, 1980
- Stahlobjekte, Gymnasium Neustadt an der Waldnaab, 1980
- Granitbrunnen, Grundschule Weiden Ost, 1981
- Bauvorhaben Fernmeldeamt in Bayreuth, Ziegelrelief im Eingangsbereich, 1982
- Altenheim St. Martin Waldsassen, Glasfenster, 1985
- Aussegnungshalle Markt Waidhaus, 1987
- Marktbrunnen in Weiden am See, Österreich, 1988
- Aussegnungshalle Markt Mantel, 1989
- Kirche Kloster Strahlfeld, künstlerische Gesamtgestaltung, 1994
- Marktbrunnen Stadt Pfreimd, 1995
- Marktbrunnen in Schirmitz, 1996
- Marktbrunnen in Ilsenbach, 1998
- Stadthalle Neustadt an der Waldnaab, Glasobjekte Lichtblüte und Raumzeichen Glas, 2000
- Pfarrkirche Altenstadt an der Waldnaab, Altarraum-Umgestaltung und Glasfenster, 2002
- Letzau, Künstlerische Altarraumgestaltung und Gestaltung der Kirchenfenster, 2004 bis 2005
- Kirche Schönau, Altarraumgestaltung und Altarbild, 2003
- Brunnenanlage Ostbayerische Technische Hochschule Amberg-Weiden, 2005
- Stadtsparkasse Neustadt an der Waldnaab, Brunnen Stahl mit Glaselementen, 2005
- Brunnenanlage Parkstein, 2006
- Brunnenanlage in Oberwildenau, 2007
- Wandgestaltung Goldene Straße am Schulhaus in Altenstadt an der Waldnaab, 2009
- Max-Reger-Stele und -Glasfenster am Geburtsort in Brand, 2010
- Kapelle Gebhardsreuth, 2014 bis 2017[7][5]